# Скрвильно (гмина)
Скрвильно (пол. Skrwilno) — сельская гмина (волость) в Польше, входит как административная единица в Рыпинский повет, Куявско-Поморское воеводство. Население — 6126 человек (на 2004 год).

## Сельские округа
1. Будзиска
2. Чарня-Дужа
3. Чарня-Мала
4. Котовы
5. Мосциска
6. Окалево
7. Оточня
8. Пшивитово
9. Рак
10. Руда
11. Скрвильно
12. Скудзавы
13. Щавно
14. Шуце
15. Шустек
16. Уршулево
17. Вулька
18. Замбжица
19. Зофево
20. Баба
21. Борки
22. Нове-Скудзавы

## Соседние гмины
1. Гмина Любовидз
2. Гмина Лютоцин
3. Гмина Рогово
4. Гмина Росцишево
5. Гмина Рыпин
6. Гмина Щутово
7. Гмина Сведзебня